# (2960) Ohtaki
(2960) Ohtaki es un asteroide que forma parte del cinturón de asteroides y fue descubierto por Hiroki Kosai y Kiichiro Hurukawa desde el Observatorio Kiso del monte Ontake, Japón, el 18 de febrero de 1977.

## Designación y nombre
Ohtaki recibió al principio la designación de 1977 DK3.
Más adelante se nombró por la localidad japonesa de Ohtaki, uno de los lugares de administración del observatorio Kiso.

## Características orbitales
Ohtaki está situado a una distancia media de 2,221 ua del Sol, pudiendo alejarse hasta 2,472 ua y acercarse hasta 1,97 ua. Su inclinación orbital es 4,508° y la excentricidad 0,1132. Emplea 1209 días en completar una órbita alrededor del Sol.